# Palaeaspilates ocularia
Palaeaspilates ocularia är en fjärilsart som beskrevs av Fabricius 1775. Palaeaspilates ocularia ingår i släktet Palaeaspilates och familjen mätare. Inga underarter finns listade i Catalogue of Life.